# Forest Glen (Chicago)
Pour les articles homonymes, voir Forest Glen.

Situation de Forest Glen dans la ville de Chicago

Forest Glen est l'un des 77 secteurs communautaires de la ville de Chicago aux États-Unis.